# Heveller

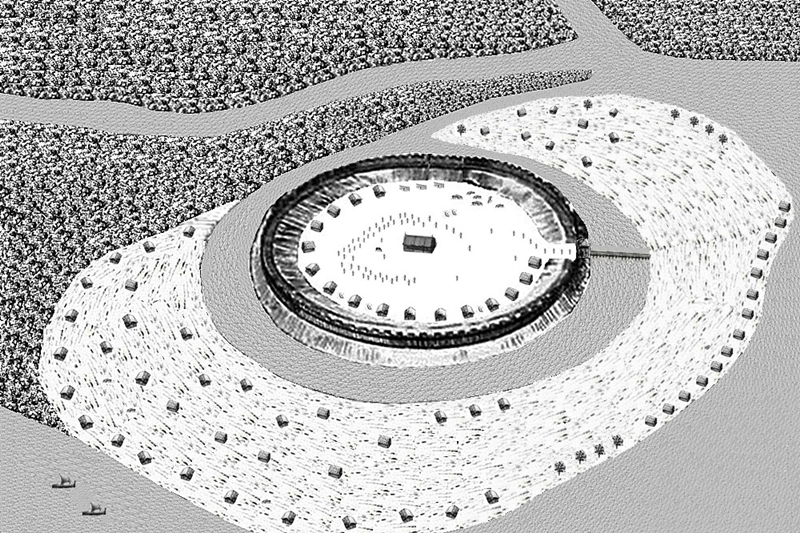
Rekonstruktion av hevellernas borg Brandenburg omkring år 1100. Borgen låg på domkyrkoön i nuvarande Brandenburg an der Havel.

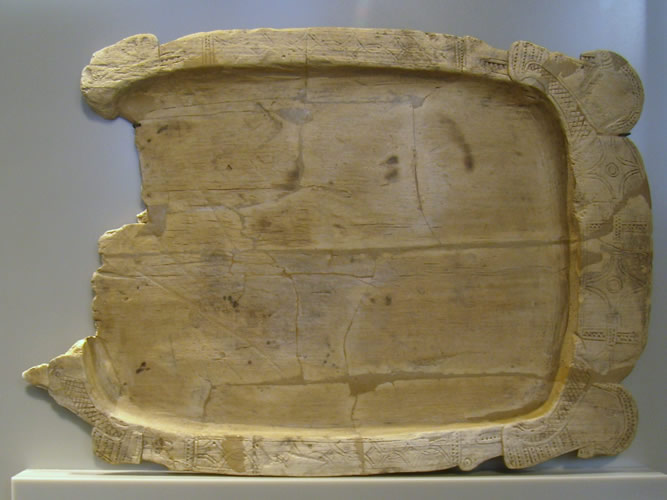
Träbricka med sniderier, hittad vid utgrävningar av den slaviska borgen i Spandau.

Hevellerna eller Stodorjanerna var ett västslaviskt folk, som under tidig medeltid levde i Havelland- och Zaucheregionerna omkring floderna Havel och nedre delen av Spree. 
Områdets slaviska befolkning tros ha bosatt sig omkring floden Havel under 700-talet, då de första arkeologiska beläggen för slaviska bosättningar finns, men inga skriftliga källor kring hevellerna finns bevarade från denna tid. Verket Bayerska geografen från mitten av 800-talet omnämner hevellerna för första gången, och att åtta borgar (civitates) tillhörde hevellernas rike. Till dessa hörde borgen Brandenburg på den nuvarande platsen för Brandenburg an der Havels domkyrka, borgen i Potsdam (belägen 700 meter öster om det nuvarande stadsslottet mitt emot Nuthes mynning), samt Spandau i nuvarande Berlin (Spandauer Burgwall söder om Spandaus medeltida stadskärna). Hevellernas tidiga historia är främst känd genom Widukind av Corveys sachsiska historia, som behandlar den Ottonska dynastins konflikter med hevellerna utifrån ett sachsiskt perspektiv. Thietmar av Merseburg omnämner landen Hevellun och Stodor som identiska.
Borganläggningen Brandenburg är daterad till år 906 och fungerade från 900-talet som säte för hevellernas furstar.
Kung Henrik I erövrade år 928 Brandenburg. År 948 grundades ett missionsbiskopsdöme i Brandenburg av den ostfrankiska kungen Otto I. År 983 gjorde slaverna i regionen revolt mot de sachsiska härskarna, och hevellerna frigjorde sig från sachsisk överhöghet. 

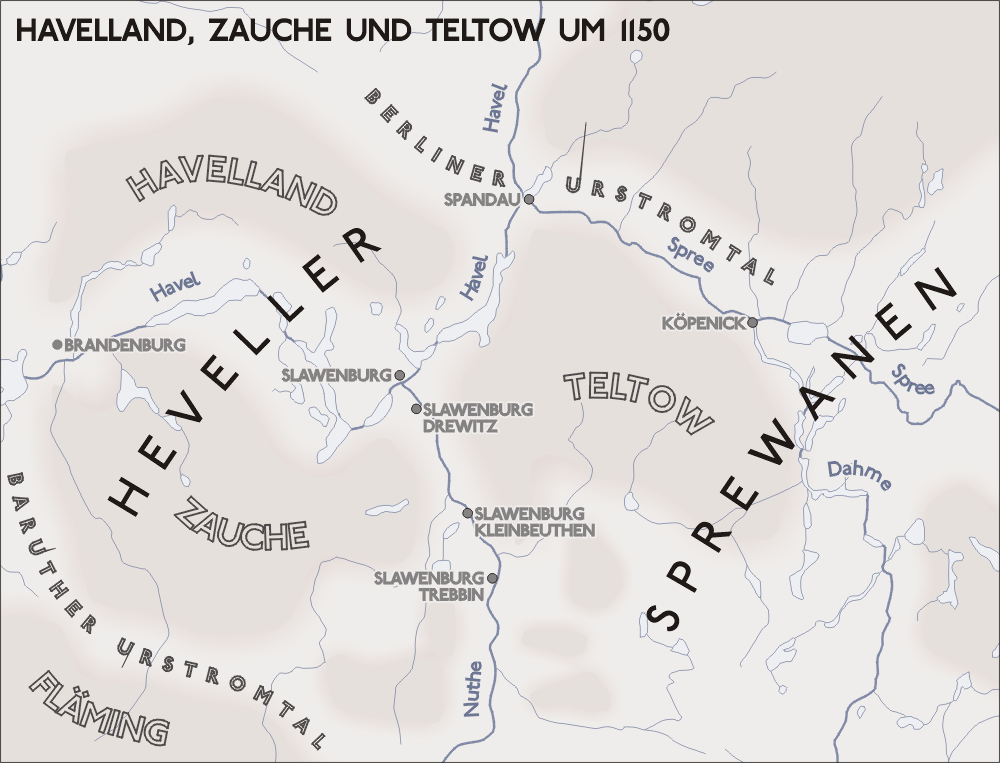
Hevellernas och Sprevanernas riken omkring floderna Havel och Spree, omkring år 1150.

Under början av 1100-talet betalade hevellerna tribut till obotriternas furste Henrik, och ett uppror mot obotriterna slogs ned med vapenmakt. Efter Henriks död 1127 frigjorde de sig från obotriterna och regerades först av den kristne hevellerfursten Meinfried. Efter att Meinfried dödats av sin bror Pribislav Henrik, regerade Pribislav Henrik därefter som den siste fursten av hevellerna. Enligt Heinrich von Antwerpens krönika kom Pribislav att sluta ett arvsfördrag med Albrekt Björnen om att testamentera sitt territorium till huset Askanien, och skänkte redan före sin död Zauche till askanierna. Pribislav avled 1150 och hans änka överlämnade Brandenburg till Albrekt, men den slaviske fursten Jaxa av Köpenick intog Brandenburg 1157. Albrekt Björnen kom dock att gå segrande ur den följande striden, och hevellernas territorium uppgick i det då nygrundade markgrevskapet Brandenburg.